# Thoressa aina
Thoressa aina är en fjärilsart som beskrevs av De Nicéville 1890. Thoressa aina ingår i släktet Thoressa och familjen tjockhuvuden. Inga underarter finns listade i Catalogue of Life.